# Drepanaspis gemuendenensis
Espèce
Drepanaspis gemuendenensis est une espèce éteinte de poissons primitifs sans mâchoires du Dévonien inférieur, découvert dans le konservat-lagerstätte des ardoises d'Hunsrück dans le massif montagneux d'Hunsrück en Rhénanie-Palatinat et en Sarre dans l'ouest de l'Allemagne.

## Systématique
L'espèce Drepanaspis gemuendenensis a été décrite en 1887 par le paléontologue allemand Clemens August Schlüter (d) (1835-1906).

## Description

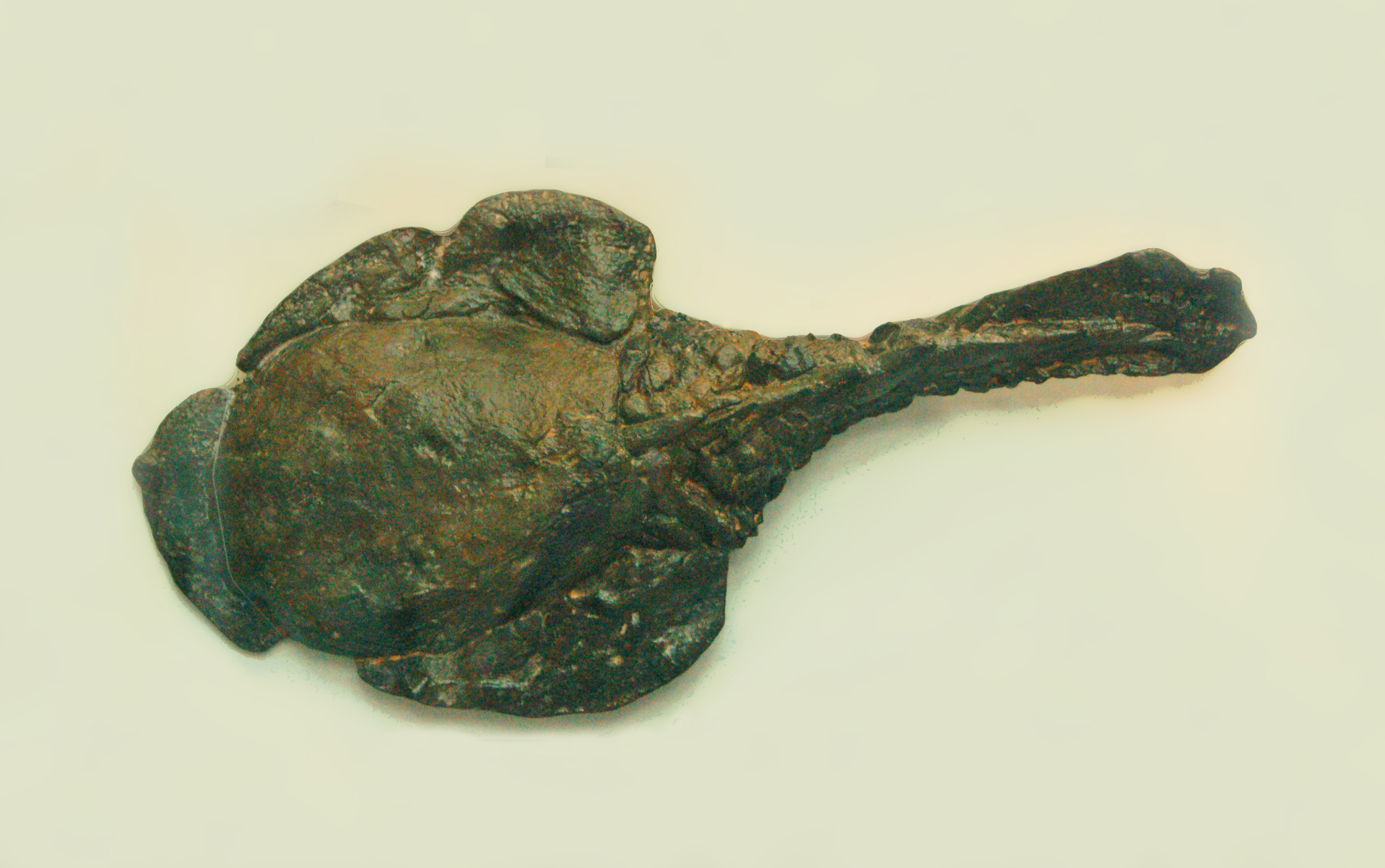
Fossile de Drepanaspis gemuendenensis.

Il s'agit d'une espèce aplatie avec un corps fortement cuirassé, ressemblant dans son aspect aux raies actuelles. Sa bouche était dirigée vers le haut à la différence de la plupart des autres hétérostracés. Ses yeux étaient petits et très espacés. On suppose qu'il affouillait le fond de mer pour s'alimenter.
Il s'agit de l'ancêtre des hétérostracés du Dévonien supérieur.

## Publication originale
- (de) Cl. Schlüter, « Ueber Panzerfische und legte neue Arten aus dem rheinisch-westfälischen Devon vor », Verhandlungen des Naturhistorischen Vereines der Preussischen Rheinlande und Westphalens, vol. 44,‎ 1887, p. 120-128 (lire en ligne).